# O-zonen
O-zonen är en science fiction-roman av Paul Theroux utgiven 1986. 
Handlinger utspelar sig år 2020 när Missouri blivit ödelagt av radioaktivt avfall. Historien tar sin början när åtta äventyrliga och förmögna New Yorkbor flyger till den så kallade O-zonen för att fira nyår.